# Griseargiolestes fontanus
Griseargiolestes fontanus – gatunek ważki z rodziny Argiolestidae.
Silnie owłosione imagines mają jasną plamkę po każdej stronie środka przedplecza i ciemny przód metakatepisternum.
Ważka ta jest endemitem środkowo-wschodniej Australii, gdzie rozmnaża się w strumieniach, w pobliżu ich źródeł.